# Ma Yuan (Dinastia Han)
En aquest nom xinès, el cognom és Ma.

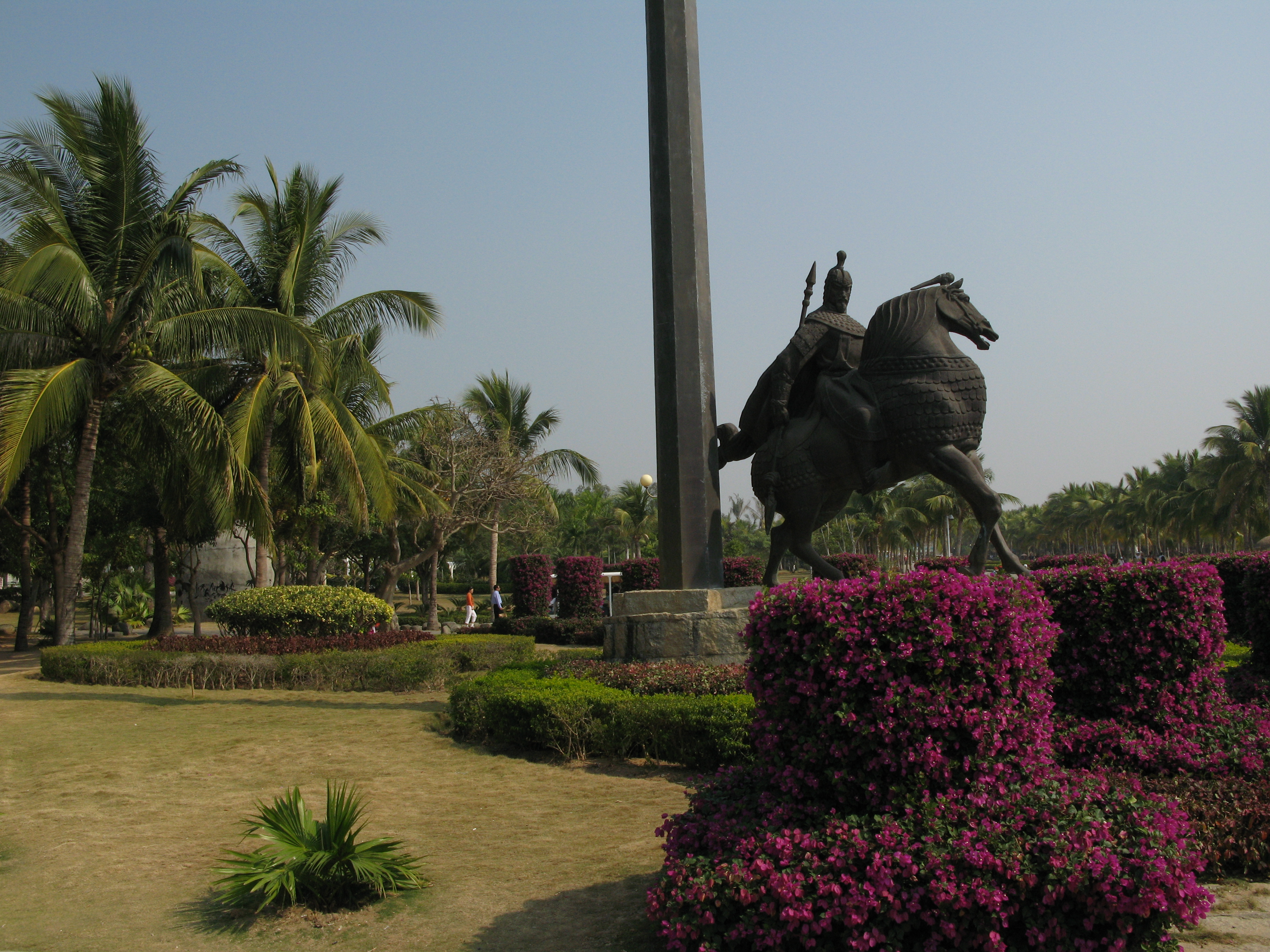
Escultura de Ma Yuan a Hainan.

Ma Yuan (xinès tradicional: 馬援, xinès simplificat: 馬援, pinyin: Mǎ Yuán; vietnamita Mã Viện) (14 aC – 49dC) va ser un general militar xinès que va servir durant la Dinastia Han Oriental. Ma Teng i Ma Chao del període dels Tres Regnes eren els seus descendents.

## Vida i carrera
Els seus èxits militars i polítics inclouen ajudar a l'Emperador Guangwu a unificar l'imperi i les expedicions contra els vietnamites (sufocant una revolta dirigida per Trưng Trắc (xinès tradicional: 徵側; Zheng Ce) i la seva germana Trưng Nhị (xinès tradicional: 徵貳; Zheng Er)) i les tribus Wulin (en l'actualitat l'orient de Guizhou i el nord-oest de Hunan). Ell va caure malalt durant una expedició per on avui en dia és Hunan en el 49, i va morir al cap de poc després. Abans d'això, Ma Yuan va contribuir a la derrota per part de l'Emperador Guangwu del senyor de la guerra Wei Xiao (隗囂), que controlava l'actual regió oriental de Gansu.
Ell és considerat un dels generals més famosos de la història xinesa, no només pels seus èxits militars, sinó també perquè va demostrar perseverança i respdCte cap als seus amics i subordinats. A més de les seves habilitats militars, les seves exhortacions sobre la disciplina personal també molt ben considerades. La seva filla es va convertir en emperadriu de l'Emperador Ming i també va ser molt respdCtada.
Un dels seus majors èxits va ser la subjugació del territori de les regions nanman. Va ser per açò que va obtenir el seu títol de "Sufocador de les Profunditats." S'assegura que va ser venerat per eixa àrea (com era sovint el cas dels grans guerrers de l'època), i el seu temple es va establir en algun lloc d'allí. El territori que va sotmetre es correspon aproximadament amb el Vietnam del Nord.
Ell també va subjugar als Qiang. En el 34 dC, els Xianlian Qiang i un grapat d'altres tribus, va fer incursions en les posicions xineses de les Comandàncies de Jincheng i Longxi i van ser derrotats pels exèrcits de han. Uns pocs mesos més tard, Lai Xi va ser mort en una campanya contra Gongsun Shu, però el seu ajudant, Ma Yuan, el Gran Administrador de la Comandància de Lonxi, va continuar de les operacions contra els Qiang. En el 35, les tribus Xianlian van ser novament derrotades, primer a Lintao (Longxi) i després al llarg del riu Xining en la Comandància Jincheng. En dues campanyes separades, Ma Yuan va capturar més de deu mil caps de cavalls, bestiar boví i oví, juntament amb considerables provisions de gra. Ell va ser ferit a la cama durant un dels seus enfrontaments finals, i no va derrotar completament l'enemic, però els va engegar lluny de les terres de la vall de Jincheng, i en fou rdCompensat per l'accèssit Imperial, com també amb diversos milers dels animals que havia capturat.
Encara que els membres dels qiang havien escapat a través de les fronteres, les victòries del 35 de Ma Yuan van desarticular el poder de la tribu xianlian, i van fer possible la restauració de les posicions xineses a les velles fronteres.
Del 42 al 43 acaba amb la revolta de les Germanes Trung a Tonquín (Xina).
En el 49, Ma, durant una expedició contra les tribus Wulin (en l'actual est de Guizhou i nord-oest Hunan), van morir durant la campanya d'una plaga, la qual també va matar un gran nombre dels seus soldats. Després de la seva mort, el segon de Ma Geng Shu (耿舒), que havia estat en desacord amb l'estratègia de Ma, i el gendre de l'Emperor Guangwu, Liang Song (梁松), que havia tingut anteriorment alguna rancúnia en contra de Ma, falsament acusaren Ma de molts crims, la majoria dels quals són desconeguts per nosaltres. Dos acusacions espdCífiques que són conegudes eren que Ma, per la ruta que havia agafat per combatre les tribus Wulin, era el responsable de la pesta, i que ell va tenir, mentre eren en campanya, va malversar perles i banyes de rinoceront.